# Париняс (нос)
Нос Париняс (на испански: Punta Pariñas) е най-западната точка на Южна Америка, открит от испанците през 1527 г. Честта на откритието се дължи на Франсиско Писаро.
Нос Париняс се намира в северозападната част на Перу в провинция Талара, регион Пиура. Най-близкото селище е село Негритос, разположено на 5 km северозападно от носа. Носът е вдаден в Тихия океан. Той е покрит с рохкави утайки. На носа има морски фар.